# جرج کو
 جرج کو (به انگلیسی: George Coe) (زاده ۱۰ مهٔ ۱۹۲۹-درگذشته ۱۸ ژوئیهٔ ۲۰۱۵) بازیگر آمریکایی بود.
از فیلم‌های معروف او می‌توان به بازی در فیلم قرار ملاقات دو ناشناس، اولین گناه کبیره و دفتر مرکزی اشاره کرد.